# چاه مجینگ
چاه مجینگ نام روستایی از توابع بخش انابد شهرستان بردسکن در استان خراسان رضوی است.

## جمعیت
این روستا در دهستان درونه قرار دارد و براساس سرشماری سال ۱۳۹۵ جمعیت آن ۱۵۰ نفر (۴۲ خانوار) بوده است.